# Alfredo Castro (football)
Pour l’article homonyme, voir Alfredo Castro (acteur).
Alfredo da Silva Castro est un footballeur portugais né le 5 octobre 1962 à Vila do Conde. Il était gardien de but.

## Biographie
Il joue avec deux clubs : Rio Ave et Boavista. Il passe 14 saisons dans ce dernier.
International, il possède 3 sélections en équipe du Portugal. Il participe à l'Euro 1996 avec l'équipe nationale.

## Carrière
- 1981-1984 :  Rio Ave
- 1984-1998 :  Boavista FC

## Palmarès

### En club
Avec Boavista :
- Vainqueur de la Coupe du Portugal en 1992 et 1997
- Vainqueur de la Supercoupe du Portugal en 1992 et 1997

### En sélection
- Vainqueur de la SkyDome Cup en 1995